# ادینا بالوگ
اِدینا بالوگ (مجاری: Edina Balogh؛ زادهٔ ۱۴ ژوئیهٔ ۱۹۸۴) بازیگر، مادل و ملکهٔ زیبایی اهل مجارستان است.
از فیلم‌ها یا مجموعه‌های تلویزیونی که وی در آن‌ها نقش داشته است، می‌توان به شکوه صبح اشاره نمود.